# Panteão dos Patriarcas de Lisboa
Der Panteão dos Patriarcas de Lisboa ist die Grablege der Patriarchen von Lissabon. Er ist untergebracht im Kloster São Vicente de Fora in Lissabon.

## Gräber
Folgende Patriarchen liegen hier begraben:
- Tomás de Almeida (1737–1754)
- José Manuel da Câmara (1754–1758)
- Francisco de Saldanha da Gama (1758–1776)
- Fernando de Sousa e Silva (1778–1786)
- José Francisco de Mendonça (1788–1818)
- Carlos da Cunha e Meneses (1819–1825)
- Frei Patrício da Silva (1826–1840)
- Frei Francisco de São Luís Saraiva (1840–1845)
- Guilherme Henriques de Carvalho (1845–1857)
- Manuel Bento Rodrigues (1858–1869)
- Inácio do Nascimento Morais Cardoso (1871–1883)
- Frei José Sebastião Neto (1883–1907)
- António Mendes Bello (1907–1929)
- Manuel Gonçalves Cerejeira (1929–1971)
- António Ribeiro (1971–1998)

Koordinaten: 38° 42′ 52,7″ N, 9° 7′ 37,6″ W